# Renealmia densispica
Renealmia densispica là một loài thực vật có hoa trong họ Gừng. Loài này được Koechlin miêu tả khoa học đầu tiên năm 1965.